# Ahmed Mohammed Chakir
 (octobre 2017).
Si vous disposez d'ouvrages ou d'articles de référence ou si vous connaissez des sites web de qualité traitant du thème abordé ici, merci de compléter l'article en donnant les références utiles à sa vérifiabilité et en les liant à la section « Notes et références ».
Ahmed Mohammed Chakir  (arabe : أحمد محمد شاكر) était un éminent savant musulman d'origine égyptienne spécialisé dans le hadith. Il est né le 29 janvier 1892 et mourut le 14 juin 1958 au Caire. Il fut diplômé de l'Université al-Azhar et y travailla jusqu'à sa retraite en 1951. Il occupa le poste de vice-président de la Cour suprême de la charia au Caire.

## Biographie
Sa filiation remonte à Al-Hussein ibn Ali. Son père, Mohammed Shakir (ar), était l’un des hommes chargés de rendre des jugements (qadaa (en)) et avis juridiques (fatawa). Il exerça le poste de Juge suprême du Soudan en 1900. Il y inscrivit également son fils à l’école Ghawrdoon. En 1904, il s’inscrit à l’institut d’Alexandrie en Égypte puis rejoignit l'Université al-Azhar, y atteignant le niveau de savant en l’an 1917.
Il exerça dans quelques postes judiciaires puis fut nommé juge et à la tête de la plus haute cour religieuse, position qu’il occupa jusqu’en 1951, où il prit sa retraite avec une pension.
Il éprouvait un tel amour pour la science du hadith, qu’il s’investit dans la lecture de ces livres (de collections de hadith) dès 1909, sous la direction et instruction de son père. Il obtint des « ijaza » (certificats) dans le domaine du hadith, par Abdullah ibn Idis As-Sanusi, le savant et Muhaddith du Maroc, et par Muhammad ash-Shanqiti. Il étudia aussi auprès du Cheikh Taahir Al-Jazaa’irî Al-Atharî et autres savants spécialisés dans la science des hadiths prophétiques.
Le cheikh Ahmad entreprit de travailler sur un certain nombre de livres sur la Sunna :
- Le Musnad (classement des ahadith selon les rapporteurs) de l’imam Ahmad qu’il étudia et dont il traita presque le tiers, mais ne le termina pas;
- Le Sunan al-Tirmidhi (en), dont deux volumes furent imprimés;
- Le Sahih Ibn Hibbaan (en), dont le premier volume fut imprimé, et y écrivit une précieuse introduction;
- Il édita le livre Ar-Risaala de l’imam ash-Shaafi’i. La méthodologie qu’il employa en vérifiant et examinant ce livre est considérée comme un exemple à suivre;
- Il écrivit aussi une explication du livre Ikhtisaar ‘Ulum Al-Hadith d'Ibn Kathir qui est le présent livre;
- Il participa également à la vérification et au contrôle (tahqiq) d’un certain nombre de livres tels que le Sharh Sunan Abu Dawoud, Kitaab Jamaa’ul-‘ilm d'ash-Shaafi’i, Al-Muhalla d'Ibn Hazm, Tafsir at-Tabari et d’autres;
- Il écrivit une excellente explication de Alfiyyah de l’imam Suyuti dans le domaine du hadith.

Son frère, Mahmoud a dit : « quant au plus important livre qu’il écrivit, ce fut Nidhaam at-talaaq qui démontre son niveau d'ijtihad et à quel point il n'est pas attaché à un madhhab particulier. Il mit en évidence dans ce livre les « règles et règlements du divorce » tirés du Coran et de l’explication de la Sunna. Lors de sa parution, ce livre fut l’objet d’un énorme contentement parmi les savants.
Le cheikh décéda le 14 juin 1958 au Caire (1377 A.H.).

## Œuvres
- Al-Ba'ith al-Hathith
- Musnad Ahmad ibn Hanbal
- Jaami' al-Bayyân
- Sunan al-Tirmidhi (ses notes à propos du premier tiers du recueil)
- Al-Muhalla
- Al-'Aqida at-Tahaawiyya (commentaires du célèbre ouvrage de Abu Ja'far at-Tahawi)
- 'Umda at-Tafsir